# Karol Dittrich
Karol August Dittrich (ur. 30 września 1819 w Lipsku, zm. 11 stycznia 1886) – niemiecki przemysłowiec.

## Życiorys
Karol August Dittrich urodził się w Lipsku w rodzinie przemysłowca wyznania ewangelicko-augsburskiego. Początkowo zdobywał doświadczenie jako agent handlowy firmy Ex- und Importhaus Karl und Gustaw Harkot. W trakcie tej praktyki odbył wiele podróży po Austrii. Praktyka w domu handlowym Harkotów pozwoliła młodemu Karolowi Augustowi Dittrichowi zdobyć nieduży kapitał, który dzięki szeregowi trafnych inwestycji urósł do ogromnej fortuny. Dnia 1 stycznia 1849 r. wszedł w spółkę z Karolem Hielle i założył w miejscowości Krasna Lipa w kraju Usteckim w obecnych Czechach (ob. Krásná Lípa, wówczas niem. Schönlinde) dom handlowy Hielle und Dittrich, zajmujący się przede wszystkim obrotem przędzą lnianą. W 1857 r. razem z Karolem Hielle odkupił żyrardowską fabrykę lnu, którą zaczęli systematycznie rozbudowywać i modernizować, jak również do zbudowania osady fabrycznej w Rudzie Guzowskiej. U schyłku jego życia zakłady żyrardowskie miały już ugruntowaną mocną pozycję na europejskim rynku włókienniczym.